# Arthropleuridea
Arthropleuridea è una sottoclasse estinta di artropodi miriapodi vissuti durante il Siluriano superiore-Pennsylvaniano, circa 423-299 milioni di anni fa, estinguendosi nel Permiano inferiore a causa dei cambiamenti climatici del loro ambiente. I membri di questa sottoclasse sono caratterizzati da diplosegementi ("doppi segmenti" fusi, come nei millepiedi moderni) lobi tergali paranotali separati dall'asse del corpo da una sutura e da placche sclerotizzate che sostengono le inserzioni delle gambe. Nonostante le loro caratteristiche uniche, la recente ricerca filogenetica suggerisce che Arthropleuridea sia incluso tra i millepiedi nella classe Diplopoda. La sottoclasse contiene tre ordini riconosciuti, ciascuno contenente un singolo genere.

## Distribuzione e dimensioni
Arthropleuridea è famosa soprattutto per il genere Arthropleura (ordine Arthropleurida). Tracce da Arthropleura larghe fino a 50 centimetri sono state trovate a Joggins, in Nuova Scozia. Avendo raggiunto oltre 2 metri di lunghezza, gli artropleuridi sono tra i più grandi artropodi mai vissuti. La mancanza di grandi predatori vertebrati terrestri e l'atmosfera altamente ossigenazione dell'epoca sono tra i fattori che gli hanno permesso di raggiungere tali dimensioni. Arthropleura si estinse quando il clima divenne più secco e le paludi del Carbonifero si prosciugarono. Resti di Arthropleura sono stati ritrovati in siti risalenti al Carbonifero in Europa e in Nord America.
Eoarthropleura è stata trovata in siti risalenti al Siluriano superiore fino al Devoniano superiore in Europa e in Nord America.
Microdecemplex, dell'ordine Microdecemplicida, era più piccolo rispetto agli altri artropleuridi, di soli pochi millimetri di lunghezza. Il genere è noto da siti risalenti al Devoniano medio-superiore negli Stati Uniti.

## Classificazione
Dopo diversi decenni di incertezza, Arthropleuridea fu collocata all'interno di Diplopoda, nel 2000. Tuttavia, vi sono ancora controversie riguardo alle relazioni dei tre ordini con i gruppi viventi di millepiedi. Alcuni autori collocano Arthropleuridea all'interno di Chilognatha, come sister group di tutti i millepiedi Chilognatha viventi (Pentazonia + Helminthomorpha). Un'ipotesi alternativa spezza la sottoclasse: inserendo gli ordini Artropleurida ed Eoarthropleurida all'interno di Penicillata come taxon basali (come sister taxon dei Polyxenida viventi) e lasciando solo Microdecemplicida come sister group dei Chilognatha viventi. In base a questa ipotesi, Artropleuridea sarebbe parafiletica.

## Paleobiologia
Gli artropleuridi vivevano nelle umide paludi del Carbonifero all'epoca molto comuni. Non si conosce bene la loro dieta, ma considerando la loro parentela con i millepiedi di oggi ed il loro ambiente, è probabile che fossero erbivori o detritivori. Oltre alle loro dimensioni, le loro caratteristiche più distintive erano i loro arti con otto segmenti (ben 30 coppie) ed esoscheletri estremamente resistenti. Non ci sono prove di spiracoli, quindi per respirare questi animali avrebbero usato o polmoni o branchie.
Si pensa che la maggior parte degli artropleuridi fosse terrestre, sebbene, senza alcuna struttura respiratoria conosciuta, la terrestrialità sia assunta solo per analogia con gli artropodi moderni. Le prime forme, tuttavia, tra cui Eoarthropleura (ordine Eoarthropleurida), sembrano essere state acquatiche. Per questo motivo, alcuni mettono in dubbio l'inclusione di Arthropleuridea tra i millepiedi perché non sono noti miriapodi acquatici moderni.